# Schlesiske Beskider
De schlesiske Beskider (polsk: Beskid Śląski, tsjekkisk: Slezské Beskydy) er en af bjergkæderne i Beskiderne. Det overvejende skovklædte bjergområde, med et areal på 560 km², ligger hovedsageligt  på polsk territorium, den tjekkiske del er 54 km². Højeste punkt er Skrzyczne der er 1.257 moh. Det højeste punkt i den tjekkiske del er Czantoria Wielka der er 995 moh.